# Toni, männlich, Hebamme – Mächtig schwanger
Mächtig schwanger ist ein deutscher Fernsehfilm von Sibylle Tafel aus dem Jahr 2023. Es handelt sich um die achte Episode der ARD-Reihe Toni, männlich, Hebamme mit Leo Reisinger als Münchner Hebamme Toni in der Hauptrolle. Die deutsche Erstausstrahlung erfolgte am 24. März 2023 auf dem ARD-Sendeplatz Endlich Freitag im Ersten.

## Handlung
Tonis neue Patientin ist die Familienministerin Sissi Hopf, eine gute Freundin aus vergangenen Zeiten. Sie hat sich ihn als Hebamme ausgewählt, weil sie die Diversität unterstützen will und sich gleichzeitig Sympathiepunkte in der Politik erhofft. Luise sucht sich professionelle Hilfe bei Malu, weil sie sich von Toni entlieben will, da sie immer wieder träumt einen leidenschaftlichen Tango mit ihm zu tanzen. Franzl rät Toni davon ab, Sissi zu betreuen, da sie ihm damals das Herz gebrochen hat. Alfons Gmeinwieser, der jetzige Parteivorsitzende will, dass Sissi seine Nachfolgerin im Amt wird. Doch Sissi hat Bedenken, weil sie ihre Zukunft mit dem Kind und ihrem Mann Konstantin anders geplant hat. Bei einer Untersuchung bei Toni in der Praxis wägt Sissi ab, ob sie eine Hausgeburt möchte, oder sogar einen Kaiserschnitt, da der terminlich planbarer wäre. Dabei erfährt Konstantin, dass sie doch mit dem Gedanken spielt, Parteivorsitzende zu werden. Die Wahl dazu würde in zwei Wochen stattfinden. Sie beginnen einen Streit und Konstantin läuft deswegen davon.
Da Sissi ihren Autoschlüssel in der Praxis liegengelassen hat, bringt Toni ihn ihr am Abend vorbei. Konstantin kommt kurz danach auch nach Hause, dabei entbrennt wieder eine Grundsatzdiskussion über den Umgang miteinander und darüber, dass Sissi immer alles selbst entscheidet. Als am nächsten Tag die Möbel für das Kinderzimmer angeliefert werden, geht der Streit weiter, weil Sissi alles online bestellt hat, ohne mit Konstantin zu sprechen. Lotta findet ihren Lieblingshasen nicht mehr, Luise hat versucht einen neuen zu besorgen, das dauert aber noch zwei Wochen. Deshalb spielt Toni einen Hasen, der Lotta eine Ansichtskarte bringt, worauf sich ihr Hase aus dem Urlaub in Italien meldet. Sami findet die Aktion von Toni ziemlich kindisch und reagiert auch ein wenig eifersüchtig.
Als Sissi nach Hause kommt, findet sie einen Brief von Konstantin, er ist zum Nachdenken nach Wien gegangen. Toni kommt vorbei, um nach ihr zu schauen. Er glaubt ihr nicht, dass es ihr gut geht. Und weil sie noch nichts gegessen hat, bleibt er und bekocht sie. Toni findet heraus, dass Sissi und Konstantin gar nie richtig darüber geredet haben, wie es weitergehen soll, wenn das Baby da ist. Er ermutigt sie, nochmals mit ihm darüber zu sprechen. Nach einem Fotoshooting für eine Kampagne lädt Toni Sissi noch zum Grillen ein. Konstantin, wieder zurück, will Sissi überraschen und kocht etwas für sie. Toni erfährt von Sissi endlich, warum sie sich damals nicht mehr bei ihm gemeldet hat. Sie war schwanger und wollte ihn nicht damit belasten. Danach geht sie nach Hause, wo sie sieht, was Konstantin für sie vorbereitet hat. Er rastet aus, weil sie so spät kommt und weil sie bei Toni war.
Luise ist außer sich, als sie den neuen Hasen abholen will, er aber versehentlich weiterverkauft wurde. Toni findet bei den Kleinanzeigen im Internet jemanden, der den Hasen anbietet. Als sie den Verkäufer treffen, will der plötzlich mehr Geld. Das Geschäft kommt danach nicht zustande. Der Vorschlag für die neue Werbekampagne kommt bei Alfons gar nicht gut an. Er findet es eine Schnapsidee. Olga, die Assistentin von Sissi, unterstützt sie aber dabei. Sissi bekommt plötzlich Schmerzen, Olga schickt sie nach Hause und ruft Toni an. Er gibt ihr klar zu verstehen, dass das erste Vorwehen waren und sie sich jetzt schonen muss. Als Toni die Folgen des Streits zwischen den beiden sieht, will er wissen, was passiert ist. Sissi nimmt ihren Mann aber in Schutz und schickt Toni weg.
Alfons verlangt von Sissi, dass sie bei einer Jagd teilnimmt, weil ihr Konkurrent auch dabei ist. Widerwillig geht sie hin. Beim Anlass kommt die Sprache natürlich wieder darauf, dass sie und Konstantin nicht verheiratet sind. Sie redet Klartext und macht allen klar, dass sie nicht auf die anderen angewiesen ist. Als danach die Wehen bei Sissi einsetzen, ruft Alfons den Toni an, obwohl sie sich dagegen wehrt. Da die Abstände der Wehen zu kurz sind, entscheidet Toni, dass es nicht mehr ins Krankenhaus reicht. Er ruft Konstantin an, gemeinsam bringen sie in der Jagdhütte das Kind zur Welt. Alfons schickt danach Toni nach Hause, weil er findet, dass er nicht mehr gebraucht wird. Als Toni unterwegs ein Reh auf der Straße sieht, stellt er den Wagen ab und geht zu Fuß zurück. Er behauptet, einen Unfall gehabt zu haben und kriegt dann mit, wie Alfons Konstantin davon überzeugen will, dass er nun Verantwortung übernehmen muss. Er will Sissi danach das Baby wegnehmen, Toni kommt dazu und hilft den beiden. Konstantin merkt, dass er beinahe einen riesigen Fehler gemacht hat.
Luise vertraut sich Malu an, dass sie schwanger war, aber einen Abgang hatte. Und dass sie es Toni aber nicht Sami erzählt hat. Malu empfiehlt ihr, nun endlich von Toni Abstand zu nehmen. Sissi gibt überraschend den Austritt aus ihrer Partei bekannt. Franzl ist erstaunt, Toni hat schon immer gewusst, dass sie sich nicht verbiegen lässt. Bei der Nachuntersuchung vom Baby eröffnet Sissi Toni, dass sie nach Berlin gehen wird und bei einer anderen Partei einsteigt.
Da sich der Hase von Lotta nicht mehr auftreiben lässt, bringt Toni ihr einen echten Hasen zum Geburtstag, was Luise außerordentlich imponiert. So klappt das mit dem Abstand natürlich nie.

## Hintergrund
Mächtig schwanger wurde vom 28. Juni bis zum 26. August 2021 in München und Umgebung gedreht. Produziert wurde der Film von der Bavaria Fiction.

## Rezeption

### Einschaltquote
Die Erstausstrahlung am 24. März 2023 im Ersten wurde von 2,98 Millionen Zuschauern gesehen, was einem Marktanteil von 11 % entspricht.

### Kritiken
Die Kritiker der Fernsehzeitschrift TV Spielfilm zeigten mit dem Daumen nach oben und vergaben für Humor zwei und für Spannung einen von drei möglichen Punkten. Sie resümierten: „Die Fünf-Prozent-Hürde wird hier kein Problem.“
Tilmann P. Gangloff von Tittelbach.tv meinte dazu: „Auch die zweite Episode behandelt mit der Vereinbarkeit von Familienleben und politischen Ambitionen ein hochaktuelles schwieriges Thema.“ und „Wie es Regisseurin Sibylle Tafel und Reihenschöpfer Sebastian Stojetz gelingt, den Filmen trotz allem einen vorwiegend heiteren Tonfall zu geben, obwohl die Drehbücher auch selten thematisierte Aspekte wie etwa eine Fehlgeburt berücksichtigen, ist erneut beeindruckend.“